# Idaea suffumata
Idaea suffumata är en fjärilsart som beskrevs av Lambert-Joseph-Louis Lambillion 1909. Idaea suffumata ingår i släktet Idaea och familjen mätare. Inga underarter finns listade i Catalogue of Life.